# Kanton Les Aix-d'Angillon
Kanton Les Aix-d'Angillon (francouzsky Canton des Aix-d'Angillon) je francouzský kanton v departementu Cher v regionu Centre-Val de Loire. Tvoří ho 12 obcí.

## Obce kantonu
- Les Aix-d'Angillon
- Aubinges
- Azy
- Brécy
- Morogues
- Parassy
- Rians
- Saint-Céols
- Saint-Germain-du-Puy
- Saint-Michel-de-Volangis
- Sainte-Solange
- Soulangis